# Molvena, Veneto
Molvena är en ort och var en kommun i provinsen Vicenza i regionen Veneto i Italien. Kommunen upphörde den 20 februari 2019 och bildade tillsammans med Mason Vicentino den nya kommunen Colceresa. Den tidigare kommunen hade 2 570 invånare (2018).